# Померли в травні 2014
|  | Службовий список статей, створений для координації робіт з розвитку теми. Це попередження не встановлюється на інформаційні списки і глосарії. |

### 31 травня
- Лаповок Яків Семенович, 81, радянський і російський фахівець в області радіоелектроніки.

### 30 травня
- Макарова Людмила Йосипівна, 92, радянська та російська актриса театру та кіно, народна артистка СРСР (1979)[1].

### 29 травня
- Кульчицький Сергій Петрович, 50, український військовий, генерал-майор, начальник управління бойової та спеціальної підготовки ГУ Національної гвардії України.

### 25  травня
- Войцех Ярузельський, 91, польський політик часів ПНР, голова уряду Польщі (1981—1989).

### 24 травня
- Олександра Смолярова, 88, українська актриса, Народна артистка України (1980), лауреат Державної премії України ім. Т. Г. Шевченка (1983).

### 21 травня
- Ольга Ільїна, 76, українська актриса, режисер, народна артистка України.

### 19 травня
- Джек Бребем, 88, австралійський гонщик, триразовий чемпіон світу в класі Формула-1.

### 15 травня
- Жан-Люк Дегане, 73, бельгійський політик, прем'єр-міністр Бельгії (1992—1999).

### 12 травня
- Альбін Ґавдзінський, 90, художник.
- Ганс Рудольф Ґіґер, 74, швейцарський художник, представник фантастичного реалізму.

### 11  травня
- Мартін Шпеґель, 77, хорватський військово-політичний діяч, міністр оборони Хорватії.

### 9 травня
- Леонід Череватенко, 75, український поет;
- Громовий Петро Олександрович, 65, український журналіст та поет.

### 8 травня
- Олександр Флярковський, 82, російський композитор.

### 7 травня
- Назим Кибрисі, 92, мусульманський релігійний діяч.

### 5 травня
- Тетяна Самойлова, 80, російська радянська акторка.

### 3 травня
- Гері Беккер, 83, американський економіст, лауреат Нобелівської премії 1992 р.
- В'ячеслав Маркін, 44, український політик, член Партії Регіонів, депутат Одеської обласної ради (2006—2014), прибічник Антимайдану.

### 2 травня
- Найджел Степні, 55, британський інженер Формули-1, співробітник команди «Феррарі», головний механік Міхаеля Шумахера; ДТП.
- Ефрем Цимбаліст мл., 95, американський актор («Бетмен: Анімаційні серії», озвучування).